# Beli Potok (Knjaževac)
Pour les articles homonymes, voir Beli Potok (homonymie).
Beli Potok (en serbe cyrillique : Бели Поток) est un village de Serbie situé dans la municipalité de Knjaževac, district de Zaječar. Au recensement de 2011, il comptait 168 habitants.

## Démographie
| 1948  | 1953  | 1961  | 1971  | 1981 | 1991 | 2002 | 2011 |
| ----- | ----- | ----- | ----- | ---- | ---- | ---- | ---- |
| 1 475 | 1 498 | 1 327 | 1 030 | 678  | 446  | 243  | 168  |

|  |